# بقيات القراصنة الدقيقة
بقيات القراصنة الدقيقة أو بقيات الزهور أو عائلة أنثوكوريدي (الاسم العلمي: Anthocoridae)، فصيلة حشرات من نصفيات الأجنحة. تضم مابين 500 إلى 600 نوع مُنتشرة في جميع أنحاء العالم.